# Samuel James Ainsley
Samuel James Ainsley (Londra, 22 febbraio 1806 – 1874) è stato un pittore e illustratore britannico, noto per i suoi disegni e acquerelli romantici raffiguranti tombe, monumenti e paesaggi italiani.

## Biografia

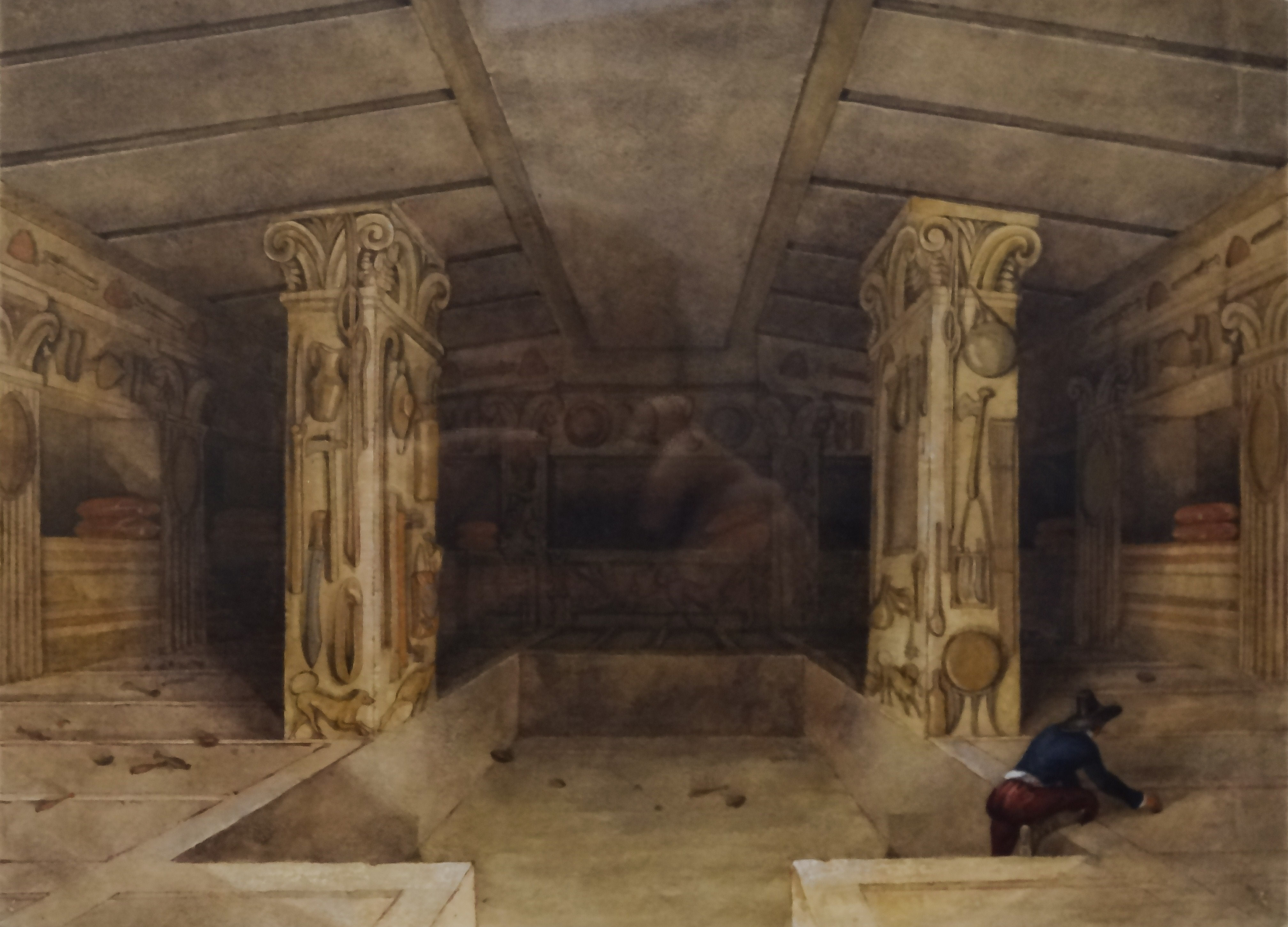
La tomba dei Rilievi a Cerveteri raffigurata da Ainsley

Ainsley espose alla Royal Academy of Arts nel 1836 e nel 1844.
Dal 1842 al 1844 partecipò, in tre diversi viaggi, alle spedizioni di George Dennis dedicate allo studio delle tombe e dei monumenti dell'antica Etruria e della civiltà etrusca. Nel 1848, il British Museum pubblicò il volume The Cities and Cemeteries of Etruria, una corposa opera che combinava testi di Dennis e disegni realizzati sia da Dennis che da Ainsley.
Nel 1842, Ainsley si unì all'artista Thomas Cole per un viaggio di sei settimane in Sicilia, dove realizzarono numerosi schizzi. Durante il viaggio, visitarono le rovine di Selinunte e Agrigento e intrapresero un'ascensione notturna dell'Etna.
Molte sue opere, disegni e bozzetti sono conservati al British Museum.